# Barricada 83-85
Barricada 83-84 es un recopilatorio de los dos primeros discos de Barricada, Noche de Rock&Roll y Barrio conflictivo, con el añadido de la canción Okupación que apareció como cara B del sencillo «Lentejuelas». No es considerado un disco oficial ya que salió sin el consentimiento del grupo a la par que su doble directo.

## Lista de canciones
1. Lentejuelas 4:10 (extraída del LP Barrio conflictivo)
2. En la silla eléctrica 4:25 (extraída del LP Noche de Rock&Roll)
3. Noche de Rock&Roll 4:51(extraída del LP Noche de Rock&Roll)
4. Pon esa música de nuevo 3:09(extraída del LP Barrio conflictivo)
5. Picadura de escorpión 2:12 (extraída del LP Noche de Rock&Roll)
6. Okupación 4:01 (cara B del single «Lentejuelas»)
7. Barrio conflictivo 3:26 (extraída del LP Barrio conflictivo)
8. Míralo 3:09 (extraída del LP Barrio conflictivo)
9. Callejón sin salida 3:07 (extraída del LP Barrio conflictivo)
10. Mañana será igual 3:57 (extraída del LP Barrio conflictivo)